# Dněpersko-bugský kanál

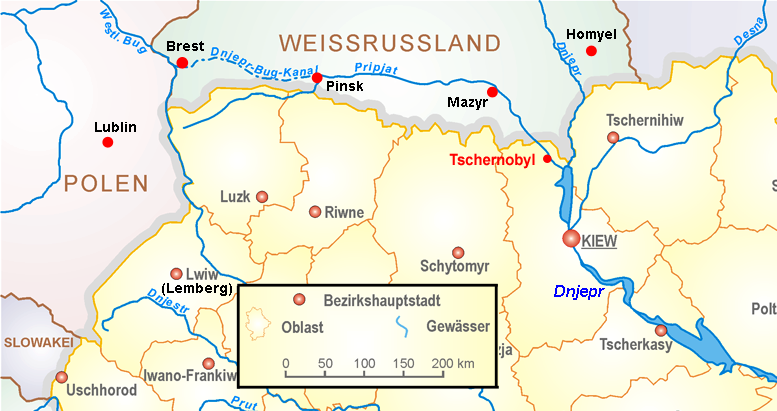
Kanál na mapě

Dněpersko-bugský kanál (bělorusky Дняпроўска-Бугскі канал, dříve Královský kanál, bělorusky Каралеўскі канал) je průplav v Brestské oblasti v Bělorusku, která se nachází na území regionu Polesí. Propojuje řeku Pina (levostranný přítok Pripjatě v povodí Dněpru) s řekou Muchavec (přítok Západního Bugu v povodí Visly).
Byl postaven v letech 1775 až 1783. Jeho celková délka je 244 km, z toho 196 km tvoří úsek od Brestu k městu Pinsk. Při stavbě bylo nutno upravit 74 km koryta řeky Pina a 64 km řečiště řeky Muchavec, nově bylo postaveno 58 km nové vodní sítě. Průplav je v majetku společnosti „Dněpersko-bugská vodní cesta“.

## Stavba
První myšlenka o vybudování unikátní vodní cesty, která by spojila povodí řek Pripjať a Západní Bug a také povodí Baltského a Černého moře, se zrodila v roce 1655 ze strany tehdejšího polsko-litevského kancléře Jerzy Ossolińského.
Stavební práce na vodním díle započaly v roce 1775 za vlády posledního polsko-litevského krále Stanisława Augusta Poniatowského a byly dokončeny v roce 1783. První obchodní loď proplula průplavem na jaře roku 1784 z města Pinsk do Varšavy a dále do Gdaňsku. Průplav byl oficiálně uveden do provozu v září téhož roku a byl pojmenován na počest hlavního královského finančníka krále Stanislava II (proto nesl jméno Karaljeŭský kanál, čili královský). Náklady na stavbu se vyšplhaly na 100 000 zlatých mincí, z nichž 60 000 zlatých mincí bylo hrazeno z královské pokladnice a zbytek byl financován místními obchodníky a knížaty.
Průplav byl za dob Ruského impéria (1846—1848) rekonstruován. Při rekonstrukci byly rozmístěny mobilní dřevěné přehrady k udržování stabilní hladiny vody, což mělo zajistit nepřetržitý provoz i při nižším stavu vody. V roce 1867 bylo na úseku z Brestu do Pinsku zřízeno 22 takových přehrad. Šíře kanálu byla upravena na 14 metrů a maximální ponor plavidel byl 70 cm.

## Význam stavby
Průplav měl na konci devatenáctého a na počátku dvacátého století velký strategický význam pro Ruské impérium jako významná vnitrozemská vodní cesta a hlavní spojení mezi Baltským a Černým mořem.
Příslušné orgány Sovětského svazu provedly v období od prosince 1939 do července 1940 rozsáhlé práce na rekonstrukci a rozšíření průplavu a vybudování nové trasy z města Vyhada do města Kobryn, která zkrátila cestu o 12 km. Provoz byl obnoven v srpnu 1940 poté, co byl krátce přerušen.
Průplav nabýval na svém významu důležité obchodní cesty po druhé světové válce. Růst počtu obchodních lodí vedl v roce 1976 k nové přestavbě a jeho rozšíření. V tom roce bylo rozšířeno koryto na 40 m a hloubka byla navýšena o 240 cm. V období mezi roky 1978 až 1991 bylo průplavem přepraveno kolem 1 758 milionů tun různého substrátu a během této doby byla prodloužena jeho délka na současných 244 km. Dřívější dřevěné přehrady byly nahrazeny betonovými a ocelovými konstrukcemi.
Průplav je nyní součástí mezinárodní vodní cesty E-40, známé také jako vodní cesta Dněpr – Visla (Gdaňsk – Varšava – Brest – Pinsk – Mazyr – Kyjev – Cherson). V roce 2008 jím bylo přepraveno celkem 1,4 milionů tun nákladu.